# Geheimpolizei
Eine Geheimpolizei ist ein besonderes exekutives staatliches Organ in autoritären oder totalitären Staaten, in dem die Aktivitäten von Polizei und Geheimdienst verbunden sind und deren Zweck darin besteht, die politische Macht eines Diktators oder einer Militärregierung zu schützen, indem sie Oppositionelle sowie „politische Straftaten“ durch diese verfolgt (siehe auch Polizeistaat). Die meisten Geheimpolizeien stehen dabei de facto oder gar de jure außerhalb einer rechtsstaatlichen Kontrolle. Ähnliche Aufgaben in Theokratien erfüllt die Religionspolizei.
Ihre repressiven Methoden reichen von Einschüchterung über Konfiszierung von Eigentum, Zensur, willkürlicher Verhaftung oder Verschleppung, Verschwindenlassen von Personen, Desinformation bis hin zum Betreiben eigener Geheimgefängnisse und Verhörzentren für politische Gefangene, Folter und Tötung von Gegnern (vgl. Staatsterror). Geheimpolizeien können dabei auch als Sondereinheit in sonst als Nachrichtendiensten tätigen Organisationen eingebettet und so für Außenstehende nicht ohne weiteres erkennbar sein. Meist sind sie nur einem einzigen Exekutivorgan gegenüber verantwortlich. Sie können unter Umständen auch ohne Wissen ihrer eigentlichen Leitung ein Eigenleben bezüglich Zielen und Abgrenzung der Tätigkeitsbereiche zu anderen staatlichen Stellen entwickeln.

## Bekannte Geheimpolizeiorganisationen
Bekannte Geheimpolizeiorganisationen waren oder sind
- die Preußische Geheimpolizei (siehe etwa: Kölner Kommunistenprozesse)
- die Ochrana im zaristischen Russland seit dem Zaren Alexander III.,
- die Geheime Staatspolizei („Gestapo“) im nationalsozialistischen Deutschland,
- das Ministerium für Staatssicherheit („Stasi“) der DDR,[1]
- die Politische Polizei der Deutschen Volkspolizei („Arbeitsgebiet I“) in der DDR,[2]
- das Büro zur Bekämpfung Kommunistischer Betätigungen (Buró de Represión de Actividades Comunistas/BRAC) in Kuba unter Fulgencio Batista,
- die Seguridad del Estado (Staatssicherheit) des kubanischen Innenministeriums,
- das Ministerium für Staatssicherheit in der Volksrepublik China,
- die Staatssicherheit der Tschechoslowakei (Státní bezpečnost, StB),
- die Służba Bezpieczeństwa (SB) in der Volksrepublik Polen,
- die Uprava državne bezbednosti (UDBA) in SFR Jugoslawien
- die Securitate in der Volksrepublik Rumänien,
- die Polícia Internacional e de Defesa do Estado (PIDE, Internationale Staatsschutz-Polizei) in Portugal vor 1974,
- die Gossudarstwennoje polititscheskoje uprawlenije (GPU/OGPU) und Teile des KGB in der Sowjetunion
- der KGB in Belarus.